# Groupe de NGC 4666
Le groupe de NGC 4666 est un trio de galaxies situé dans la constellation de la Vierge.
Avec une moyenne de 28,9 ± 1,5 Mpc (∼94,3 millions d'al), les distances de Hubble des trois galaxies du trio sont nettement supérieures aux distances obtenues par des méthodes indépendantes du décalage dont la moyenne est égale à  16,9 ± 0,3 Mpc (∼55,1 millions d'al). Ce trio de galaxies s'éloigne donc de la Voie lactée à une vitesse supérieure à la vitesse produite par l'expansion de l'Univers. Aucune source consultée ne mentionne la cause de cela, cause qui provient habituellement de l'attraction gravitationnelle d'un amas de galaxies. Cependant ce trio ne semble pas appartenir à un amas, car cette appartenance n'est mentionnée par personne à ce jour.

## Membres
Le tableau ci-dessous liste les trois galaxies du groupe indiquées dans l'article de A.M. Garcia paru en 1993.
| Nom      | Class.  | Type                  | α (J2000.0)   | δ (J2000.0)  | Vitesse radiale (km/s) | m    | Distance Hubble (Mpc) | Diamètre (kal) | D (Mpc)    |
| -------- | ------- | --------------------- | ------------- | ------------ | ---------------------- | ---- | --------------------- | -------------- | ---------- |
| NGC 4632 | Sac     | Spirale               | 12h 42m 32.0s | -00° 04′ 57″ | 1721 ± 2               | 11,7 | 30,4 ± 2,2            | 52             | 17,1 ± 4,0 |
| NGC 4666 | SABc?   | Spirale intermédiaire | 12h 45m 08.6s | -00° 27′ 43″ | 1513 ± 1               | 10,7 | 27,3 ± 1,9            | 116            | 17,1 ± 2,6 |
| NGC 4668 | SB(s)d? | Spirale barrée        | 12h 45m 32.0s | -00° 32′ 09″ | 1619 ± 1               | 13,1 | 22,8 ± 1,7            | 26             | 16,5 ± 1,0 |

Le site DeepskyLog permet de trouver aisément les constellations des galaxies mentionnées dans ce tableau ou si elles ne s'y trouvent pas, l'outil du site constellation permet de le faire à l'aide des coordonnées de la galaxie. Sauf indication contraire, les données proviennent du site NASA/IPAC. 